# 人口学
人口学（Demography）是研究人類出生、死亡、遷移的一門學科。同時藉由這些人口的增長或縮減之現象，進一步探討人口增減變動因素的影響或原因。

## 历史
人口學思想可以追溯到古代，並存在於許多文明和文化中，如古希臘、古羅馬、中國和印度。在古希臘，在希羅多德、修昔底德、希波克拉底、伊比鳩魯、普羅泰戈拉、波盧斯、柏拉圖和亞里斯多德的著作中可找到與其相關的內容。在羅馬，西塞羅、塞內卡、老普林尼、馬庫斯·奧勒留、愛比克泰德、卡托、科魯梅拉等作家和哲學家也表達了這方面的重要思想。
在中世紀，基督教思想家大力反駁古典人口學觀點。該領域的重要貢獻者包括孔奇斯的威廉、盧卡的巴塞洛繆、奧弗涅的威廉、帕古拉的威廉以及伊本·赫勒敦等穆斯林社會學家

## 人口年齡定義
人口依據年齡具有下列幾項的區分:
依賴年齡:是指0~14歲至65歲以上的人口。泛指幼年及老年人口。
生產年齡:指15歲至64歲之人口。泛指青年及壯年人口。
年齡中層:即是年齡中位數，足以將年齡區分成兩半。
人口依賴比:又稱為扶養比，是生產年齡÷依賴年齡×100%所得之數值。

## 人口結構

### 人口性別年齡金字塔圖
用以區分人口性別年齡與結構的一張圖表，以表示人口之性別年齡的分布狀況。
年齡比例:指不同數量的年齡所占的比例，即是各種年齡階層的結構
性別比例:又稱為性別比，是一個衡量人口男女性別比例的指標。當大於100，即是男性多於女性；小於100反之。
參見* 性別比

### 類型
1增進型:即低金字塔，呈現下寬上窄的結構。多存在於低開發國家。
2穩定型:人口結構穩定，發展均衡。發生在發展中國家。
3減退型:即倒金字塔，呈現上寬下窄的結構。存在已開發國家。

## 人口增減
具有兩種主要的人口增減模式。

### 自然增減
是指一個地區內的人口出生與死亡所造成人口增加或減少的情形，為自然增減。
人口的自然增減現象通常涉及到相關的經濟與社會因素的現象。(如國家經濟發展度對自然增減的影響力。)

### 社會增減
指某個地區內人口流出會或流入遷移動作，所造成一個社會當中的人口增減的影響。
社會增減牽連到輸出國與輸入國之間的經濟發展差距和社會政治等影響之外，也包括如宗教、戰爭、文化等因素的影響。

## 遷移
指居住地點的暫時或永久性改變。同時涉及了相關的因素構成遷移的動力與原因

### 內部遷移
指在一國國內的縣市裡的遷移，通常經濟是最大的影響因素，其反映了生活方式的流動與水準不同。(例如鄉村遷入到都市的內部遷移)。

### 國際遷移
指跨國國際間的居住地點流動。通常，在接受國際遷移的國家，如果發生失業率高且住宅不足等情況，會造成「反移民」的風朝，進一步對當地社會秩序產生動盪與不安。

## 人口爆炸
- 人口爆炸

## 人口學理論

### 馬爾薩斯主義
马尔萨斯主义认为人口可能呈指数级增长，而食品供应或其他资源则呈线性增长，最终大量人口会因为粮食增长的速度跟不上人口增长的速度而死亡。这一情况被称为马尔萨斯灾难（也称为马尔萨斯陷阱、人口陷阱、马尔萨斯危机、马尔萨斯幽灵），一旦农业生产跟不上人口增长，就会导致饥荒或战争，并且出现贫困和人口减少等情况。

### 人口轉型論
人口转型（英语：Demographic transition）是指一个国家或地区从工业化前的经济体制向工业化经济体制过渡，往往伴随着从高出生率和高死亡率过渡到低出生率和低死亡率的现象。 这个理论是由美国人口学家沃伦 · 汤普森在1929年提出的，他观察和研究过在过去两个世纪里工业化社会的出生率和死亡率的变化或转变。 大多数发达国家已完成人口结构转型，出生率较低; 而大多数发展中国家正处于这一转型过程中。 主要的(相对的)例外是一些贫穷的国家，主要是在撒哈拉以南非洲和一些中东国家，这些国家正处于贫困状态，或者受到政府政策或内乱的影响，特别是巴基斯坦，巴勒斯坦领土，也门和阿富汗。

### 第二次人口轉型論
二次人口转变是1986年 Ron Lesthaeghe 和 Dirk van de Kaa 在荷兰社会学期刊 Mens en Maatschappij 上发表的一篇短文中首次提出的概念框架。 特殊和差别待遇处理了北美和西欧从1963年左右到现在发生的性行为和生殖行为模式的变化，当时一般人口采用避孕药和其他廉价有效的避孕方法，如宫内节育器。 再加上性革命以及妇女在社会和劳动力中作用的增强，由此产生的变化已经深刻地影响了工业化国家的人口结构，从而导致少子化水平下降。
这些变化--选择不结婚或不要孩子的妇女人数增加、婚外同居增加、单身母亲生育率增加、妇女接受高等教育和职业生涯的人数增加，以及其他变化与个人主义和自主权的增加有关。特别是对妇女而言。 动机已经从传统和经济的动机转变为了悟真我的动机。
2015年，华盛顿美国企业研究所(American Enterprise Institute)的政治经济学家尼古拉斯 · 埃伯施塔特(Nicholas Eberstadt)将第二次人口转型描述为"长期稳定的婚姻已经结束，离婚或分居正在兴起，伴随着一系列的同居和越来越多的偶然关系。

## 少子化
- 參見少子化

## 人口现象
- 人口密度
- 人口增长
- 人口老龄化
- 移民
- 人口都市化
- 人口年龄结构
- 人口政策
- 人口质量
- 人口预测
- 人口结构
- 人口分布
- 人口平衡
- 人口变动
- 人口士紳化

## 分支
- 人口理论,阐明人口发展本身的规律性、人口和社会经济发展的本质联系。区别于生产力经济学、政治经济学、社会学
  - 适度人口论
  - 人口转变论
- 人口统计学，阐明搜集、整理、分析、反映大量人口现象和人口发展过程的数量资料的方法论，并研究人口发展本身，人口与社会经济现象之间的数量关系。
  - 人口普查、抽样调查、生命登记
- 人口应用学科
  - 人口社会学
  - 人口经济学
  - 人口生物学
  - 人口地理学- 研究人口现象的空间变化。
  - 人口生态学
  - 民族人口学
- 人口学方法

## 研究机构
参看世界人口学研究机构
- 国际人口学研究机构联合会CICNRD
- 法国国立人口研究所